# Malwarebytes
Malwarebytes (ранее — Malwarebytes Anti-Malware, сокр. MBAM) — антивирусная программа, которая находит и удаляет вредоносные программы. Производится корпорацией Malwarebytes, была выпущена в январе 2006 года. Доступна в виде бесплатной версии, которая ищет и удаляет вредоносные программы по ручному запуску, и платной версии, которая обеспечивает сканирование по расписанию, защиту в реальном времени и сканирование флеш-накопителей. Также открывается доступ к незащищенным файлам.

## Замысел
MBAM задумывалась, чтобы находить вредоносные программы, которые другие антивирусы и антишпионы, в основном, не определяют, включая программы, ворующие конфиденциальную информацию, рекламные и шпионские. Однако, программа позволяет обнаруживать, помещать в карантин и удалять трояны и черви. Как выше сказано, программа доступна в бесплатном варианте с неполным функционалом, но также можно купить полную версию программы. Бесплатная версия имеет функции быстрого сканирования и полного сканирования всех дисков. В платной версии доступно мгновенное сканирование оперативной памяти и объектов автозапуска, добавлен защитный модуль, который находится в оперативной памяти и сканирует объекты непосредственно при обращении к ним.
8 декабря 2016 года Malwarebytes выпустила версию 3.0. Она включает в себя защиту от вирусов, программ-вымогателей и вредоносных сайтов.
4 ноября 2019 года Malwarebytes выпустила версию 4.0. Программа стала быстрее и легче, чем в более ранних версиях. Был обновлен интерфейс и ядро поиска.

## Доступные языки
MBAM доступна на белорусском, боснийском, болгарском, каталанском, упрощённом китайском, традиционном китайском, хорватском, чешском, датском, голландском, английском, эстонском, финском, французском, немецком, греческом, иврите, венгерском, итальянском, корейском, латышском, македонском, норвежском, польском, португальском, румынском, русском, сербском, словацком, словенском, испанском, шведском и турецком языках. После начала войны на Украине разработчики запретили скачивание программы для пользователей с российским IP-адресом.  

## В составе программы
- Антивирус
- Антишпионский модуль
- Антируткит
- Блокировщик вредоносных веб-сайтов

Malwarebytes устраняет уязвимости нулевого дня эффективнее, чем традиционные антивирусы, но уступает последним при обезвреживании уже известных вирусов.

## Обзоры
- Хорошевский Алексей. Обзор Malwarebytes' Anti-Malware (10 апреля 2011). Архивировано 26 мая 2012 года.